# 8500 Hori
8500 Hori eller 1990 TU är en asteroid i huvudbältet som upptäcktes den 10 oktober 1990 av de båda japanska astronomerna Kazuro Watanabe och Kin Endate vid Kitami-observatoriet. Den är uppkallad efter Gen-Ichiro Hori.
Asteroiden har en diameter på ungefär 7 kilometer.